# Elisabeth Berg
Elisabeth Berg, född 1964 i Luleå, är en svensk operasångerska. 
Elisabeth Berg erhöll 1984 Jenny Lind-stipendiet och gjorde sin debut som operasångare 1989 i Trollflöjten på Drottningholmsteatern där hon hade engagemang 1991–1997.
Tillsammans med Haakon Pedersen deltog hon i Melodifestivalen 1989 med bidraget "Nattens drottning", med vilket de kom på femte plats.
År 2001 var hon gästlärare i regi och sång vid Musikhögskolan i Piteå i ett projekt med nykomponerad musikal och opera.
Berg hade rollkontrakt vid Kungliga Operan i Stockholm 2004–2006.

## Utmärkelser och stipendier
- 1984 – Jenny Lind-stipendiet[2]

## Roller
- 1984 – Jazzturné/Radio, med Wäinö Ruotinkoski, Dick Gyllander m.fl.
- 1987 – Lysande landning (TV-serie)
- 1989 – Debut vid Drottningholmteatern som 1:e gossen i Göran Järvefelts uppsättning av Trollflöjten
- 1991 – Maria i West Side Story på Stockholms konserthus
- 1992 – Oscar i Maskeradbalen, Norrlandsoperan
- 1993–1997 – Olika huvudroller på Drottningholmsteatern
- 1995 – Riksteaterturné med Carmen anamma
- 1996–1997 – Kungliga Operan rollkontrakt i två uppsättningar
- 1999 – Anne Trulove i Rucklarens väg, Stravinskij, Uppsala Stadsteater
- 1998–1999 – Susanna i Figaros bröllop, Folkoperan i Stockholm
- 1998 – Muzetta i La Bohème vid Teatro Communale i Florens Italien
- 1997 – Pamina i Trollflöjten vid Malmö musikteater
- 2001 Nedda i Pajazzo-Leoncavallo med Norrbottensmusiken.